# Långbanshyttanit
Långbanshyttanit är ett mineral sammansatt av bland annat bly, mangan och magnesium med kemiska formeln Pb2Mn2Mg(AsO4)2(OH)4·6H2O. Mineralet påträffades vid Långbanshyttan i Värmland, därav namnet.